# Milo Köpp
Milo Köpp (* 1962 in Soest) ist ein deutscher Bildhauer und Künstler.

## Leben
Milo Köpp absolvierte in jungen Jahren eine Ausbildung zum Maler und Lackierer, bevor er von 1988 bis 1994 an der Kunstakademie Münster bei Timm Ulrichs studierte. 1992 erhielt er ein Stipendium des Cusanuswerks und wurde Meisterschüler. Es folgten Lehraufträge an verschiedenen Institutionen, u. a. für Plastisches Gestalten an der Technischen Universität Berlin (1995–1996) und für „Plastisches und Experimentelles Gestalten“ an der Universität Duisburg-Essen (1999–2010) sowie der Freien Akademie der bildenden Künste Essen. Seit 2013 ist Milo Köpp Professor und Fachbereichsleiter für Bildhauerei/Plastik an der Hochschule der bildenden Künste Essen. Von 2013 bis 2017 war er dort ebenfalls Vizepräsident.

## Werk
Milo Köpp vertritt einen künstlerischen Ansatz, der das Verhältnis von Handwerk und Konzeption wieder in die Kunst zurückführt. Er selbst glaubt nicht, wie er sagt, „an die Möglichkeit einer Trennung oder Gewichtung zwischen materieller Umsetzung und künstlerischer Inspiration. Diese Teilung ist eine Konstruktion“, wie es die Splittung des Künstlers in Denker und Handwerker, die Gesprächsinhalte über die wechselseitige Abhängigkeit von Idee und Ausführung wie auch die plastisch-räumliche Inszenierung widerspiegelt.

## Ausstellungen (Auswahl)
- 2013 Private Kunstsammlungen Münster – Director’s Choice, Kunsthalle Münster, Münster
- 2012 In Between, Hachmeister Galerie, Münster
- 2011 Münstervideo, Kaunas, Litauen
- 2010 Cross Over, Hachmeister Galerie, Münster
- 2010 Jour Du Nord, Simultanhalle, Köln
- 2009 Die Daten der Dinge, Hachmeister Galerie, Münster
- 2008 Lügen. Nirgends. Ausstellungshalle für zeitgenössische Kunst, Münster
- 2008 Eigenhändig, Katholische Akademie Franz-Hitze-Haus, Münster
- 2008 MiniMinutes – das Festival des kleinen Films, Cinema, Münster
- 2007 Zeichnungen 1914–2007, Hachmeister Galerie, Münster
- 2007 Kreuz Martina, Hachmeister quartier im Kettelerschen Hof, Münster
- 2007 Eigenhändig, Museum Bochum
- 2006 Milo Köpp – Objekte, Arbeiten auf Papier und eine Installation, Hachmeister Galerie, Münster
- 2005 Schöne Aussichten, Die Vitrine, Nürnberg
- 2004 Video im Türmle, Kunstverein Heidenheim
- 2003 3 Videos, Mex, Künstlerhaus Dortmund, Dortmund
- 2002 Mit vollem Munde spricht man nicht!, Stadtgalerie Kiel, Kiel
- 2001 Minutes only, Orgelfabrik, Karlsruhe
- 2000 Zimmer, Kunstverein Röderhof e. V.
- 1999 Bär on Air, Stuttgart
- 1998 Car Boot Sale, Ifficial Art Cologne e. V., Cologne
- 1997 Tischzucht, Studiogalerie, Kunstverein Braunschweig, Braunschweig
- 1996 10 Positionen, Frankfurter Kunstverein, Frankfurt
- 1996 Flankierende Flügel, Moltkerei Werkstatt, Köln
- 1994 Schattentheater, Videoinstallation, Hof der Literaten, Stiftung Künstlerdorf Schöppingen, Schöppingen
- 1993 Federwaage, Torraum, Kunstakademie Münster, Münster
- 1992 Zeilenschinder, Videoinstallation, Universitätsbibliothek, Münster (mit Katja Butt)
- 1991 Alibi, Deutsches Forschungszentrum für künstliche Intelligenz, Saarbrücken
- 1989 Hauptsache Kunst, Daniel-Pöppelmann-Haus, Herford

## Publikationen
- Milo Köpp: Die Daten der Dinge, Hrsg. Heiner Hachmeister, Münster 2009